# Kamışlar, Bozdoğan
Kamışlar là một xã thuộc huyện Bozdoğan, tỉnh Aydın, Thổ Nhĩ Kỳ. Dân số thời điểm năm 2010 là 503 người.